# ŒIL
The Legislative Observatory (englisch wörtlich für „Die Legislativ-Beobachtungsstelle“, kurz Oeil oder Œil, französisch für „Auge“) des Europäischen Parlaments ist eine Datenbank der institutionellen und legislativen Beobachtungsstelle.

## Inhalte
Sie analysiert und verfolgt den interinstitutionellen Entscheidungsprozess der Europäischen Union, die Position des Parlaments in der Ausarbeitung der europäischen Gesetzgebung sowie die Aktivitäten der am Gesetzgebungsprozess beteiligten Institutionen.
Sie enthält ausführliche Merkblätter und Zusammenfassungen der wichtigen Phasen eines Verfahrens bzw. der Vorgänge im Verlauf eines Verfahrens.
Die Datenbank umfasst:
- Alle laufenden Verfahren und die dazugehörigen Dokumente unabhängig vom Zeitpunkt des Beginns der Verfahren
- Alle abgeschlossenen Verfahren, die dazugehörigen Dokumente und Entschließungen zu aktuellen Fragen ab Juli 1994
- Dem Parlament von der Kommission zur Information übermittelte Dokumente für die Dauer eines Jahres

Die Datenbank OEIL wird täglich von der Generaldirektion Präsidentschaft (GD1) und der Generaldirektion Ausschüsse und Delegationen (GD2) aktualisiert. Sie enthält eine englische und französische Zusammenfassung aller wichtigen Vorgänge im Verlauf eines Verfahrens.

## Suchmöglichkeiten
Es kann nach bibliografischen Angaben zu Verfahren und Dokumenten aller am interinstitutionellen Gesetzgebungsprozess beteiligten Organe sowie zur Arbeit des Parlaments (Ausschüsse und Plenum) gesucht werden:
- Wörter im Titel oder Themenbereich
- Fundstelle des Rechtsakts
- Berichterstatter, Ausschuss, Fraktion
- Art des Verfahrens, Rechtsgrundlage
- Stand des Verfahrens
- bisheriger Verlauf bzw. vorgesehene Weiterbehandlung
- Formular für die Eingabe mehrerer Kriterien
- Abgedeckter Zeitraum und Inhalt